# .ai
.ai és el domini territorial de primer nivell (ccTLD) d'Anguilla. Està administrat pel govern d'Anguilla.
És popular entre les empreses de la indústria de la intel·ligència artificial (artificial intelligence, AI).

## Registres de segon i tercer nivell
Els registres amb off.ai, com.ai, net.ai i org.ai estan disponibles sense restriccions a tot el món. A partir del 15 de setembre de 2009, els registres de segon nivell amb .ai estan disponibles per a tothom a tot el món.
Els dominis costen 100 dòlars per cada període de dos anys. A partir de desembre de 2017, el registre .ai admet el protocol extensible de subministrament (Extensible Provisioning Protocol, EPP). Ara molts registradors venen dominis .ai. Des de llavors, el .ai ccTLD també ha estat popular entre empreses i organitzacions d'intel·ligència artificial.

## Registres en el TLD
El .ai TLD destaca per tenir un registre MX, que permet enviar el correu directament a recipient@ai, ja que http://ai és un domini registrat.